# Grouard 230
Grouard 230 är ett reservat i Kanada.   Det ligger i provinsen Alberta, i den centrala delen av landet, 3 000 km väster om huvudstaden Ottawa.
Runt Grouard 230 är det mycket glesbefolkat, med 5 invånare per kvadratkilometer.